# Rostbrätel

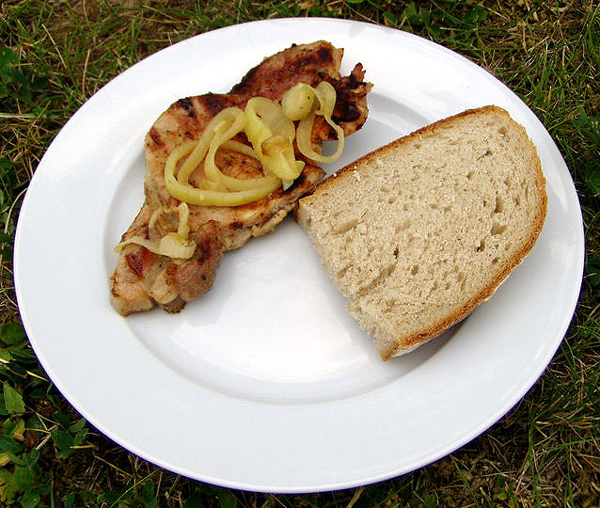
Rostbrätel mit Brot

Ein Rostbrätel (auch Thüringer Rostbrätel, Brätel, Brätl) ist eine marinierte Scheibe vom Schweinenacken, die über Holzkohle gegrillt wird. Es handelt sich hierbei um eine Thüringer Spezialität, die neben der Thüringer Rostbratwurst die zweite Grillspezialität des Landes ist, die gerne rustikal auf Volksfesten gegrillt wird.
Die Bezeichnung Rostbrätel ist vor allem in West- und Südthüringen verbreitet, in einigen Gebieten (z. B. Jena) hat sich die alte Bezeichnung Rostbrätchen erhalten. Umgangssprachlich wird in Thüringen „Rost“ für „Grill“ und „braten“ (auch „bräteln“) für „grillen“ verwendet.
Zur traditionellen Vorbereitung werden die zwei bis drei Zentimeter dicken Nackenkoteletts (mit oder ohne Knochen) flach plattiert. Aus Pilsener Bier oder Schwarzbier wird mit Zwiebeln, Knoblauch, Senf, Kümmel, Majoran, Speisesalz und grobem schwarzem Pfeffer eine Marinade hergestellt. Die Rostbrätel werden für 12 bis 48 Stunden kalt mariniert. Dabei sind die Brätel vollständig von Marinade bedeckt, damit diese an der Oberfläche nicht austrocknen.

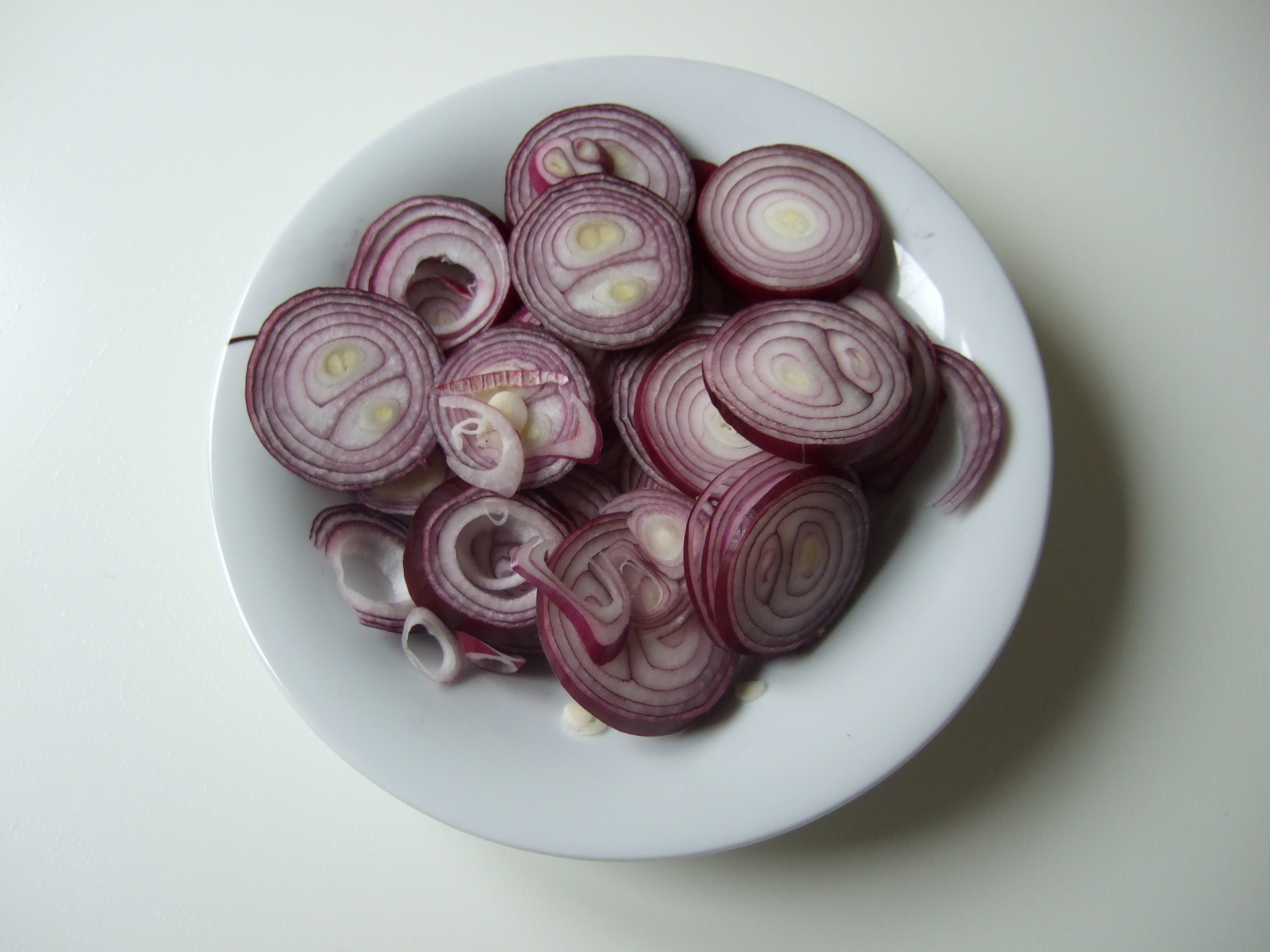
Zwiebelringe
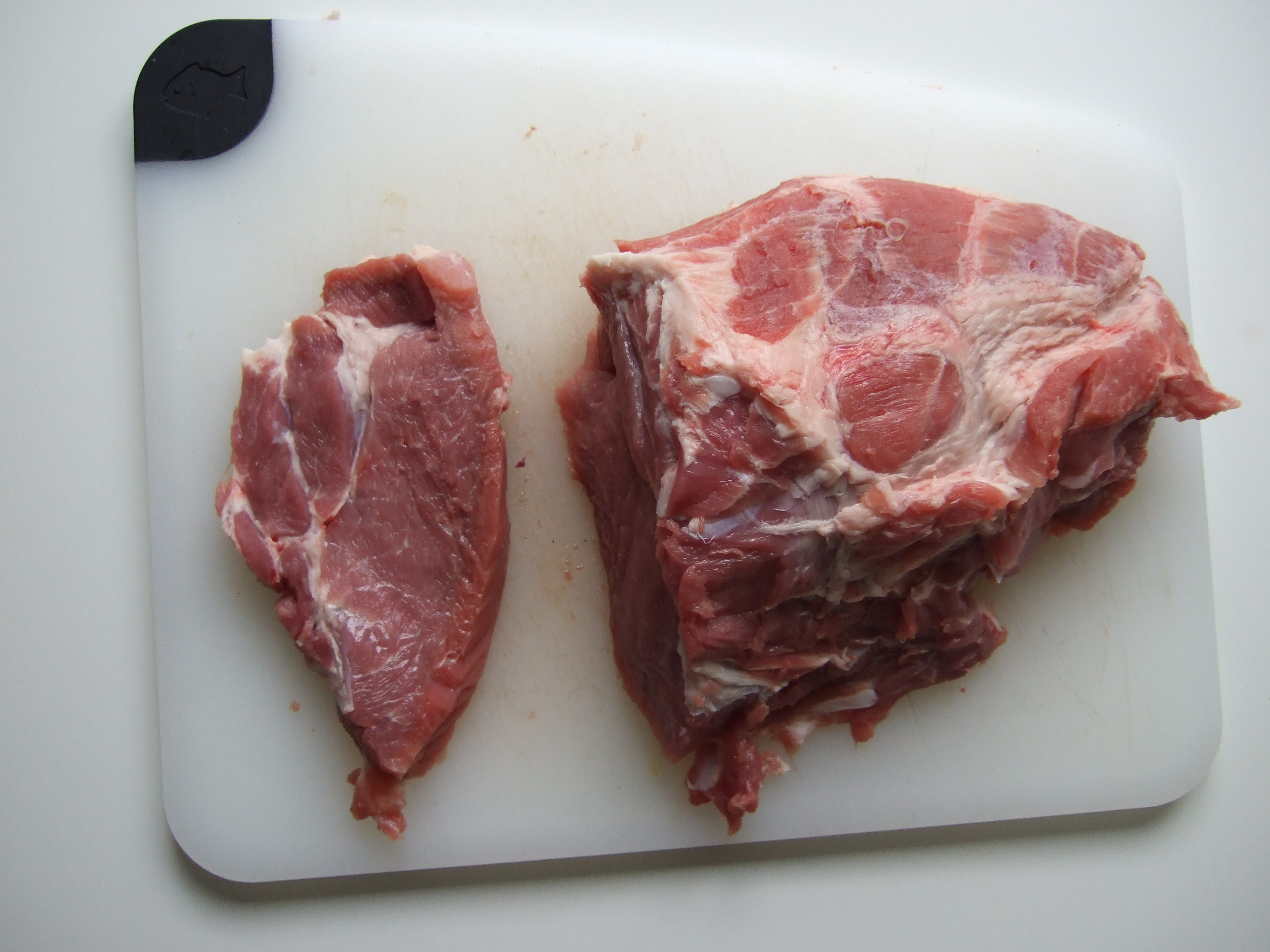
Schweinenacken
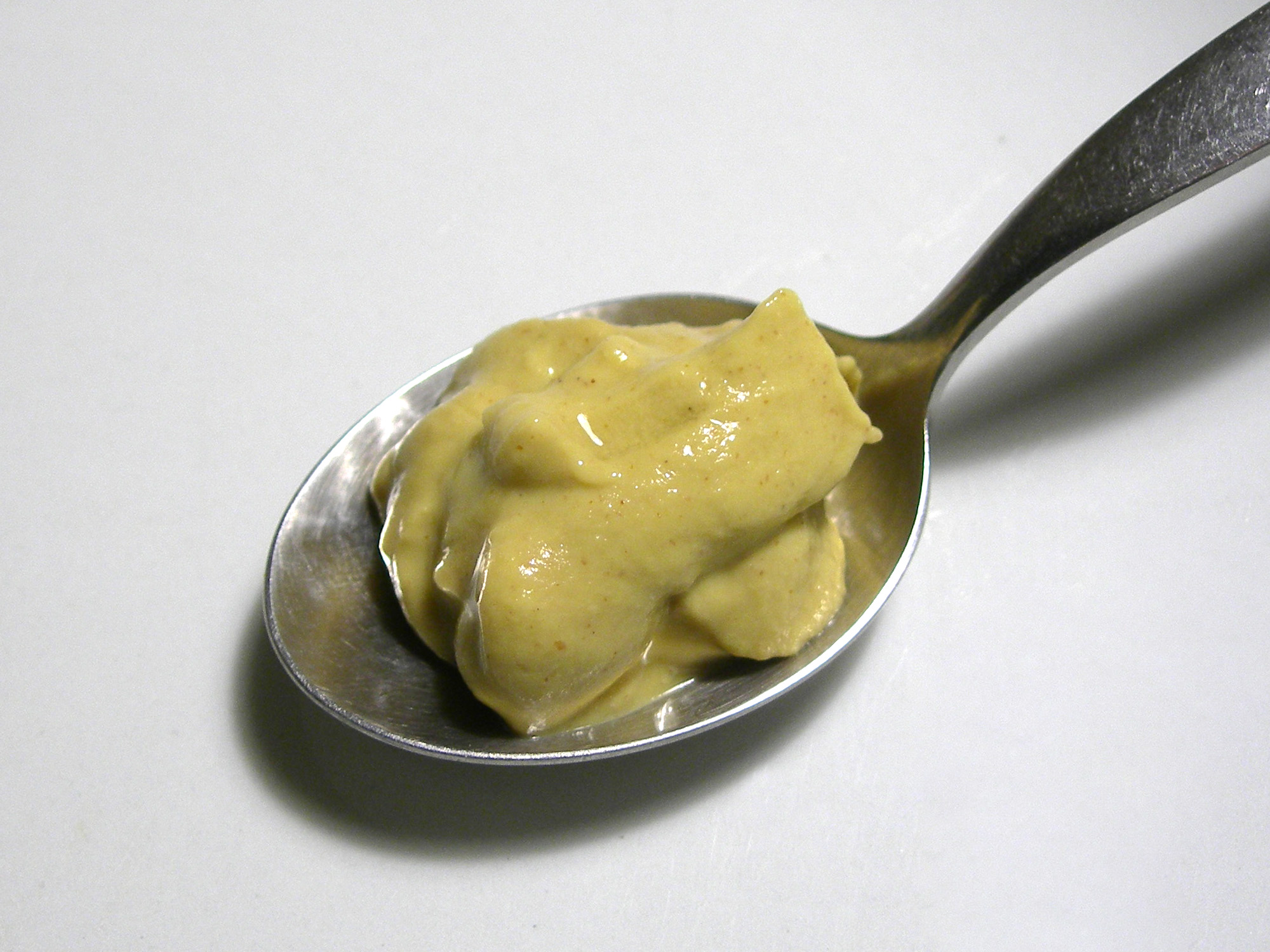
Senf
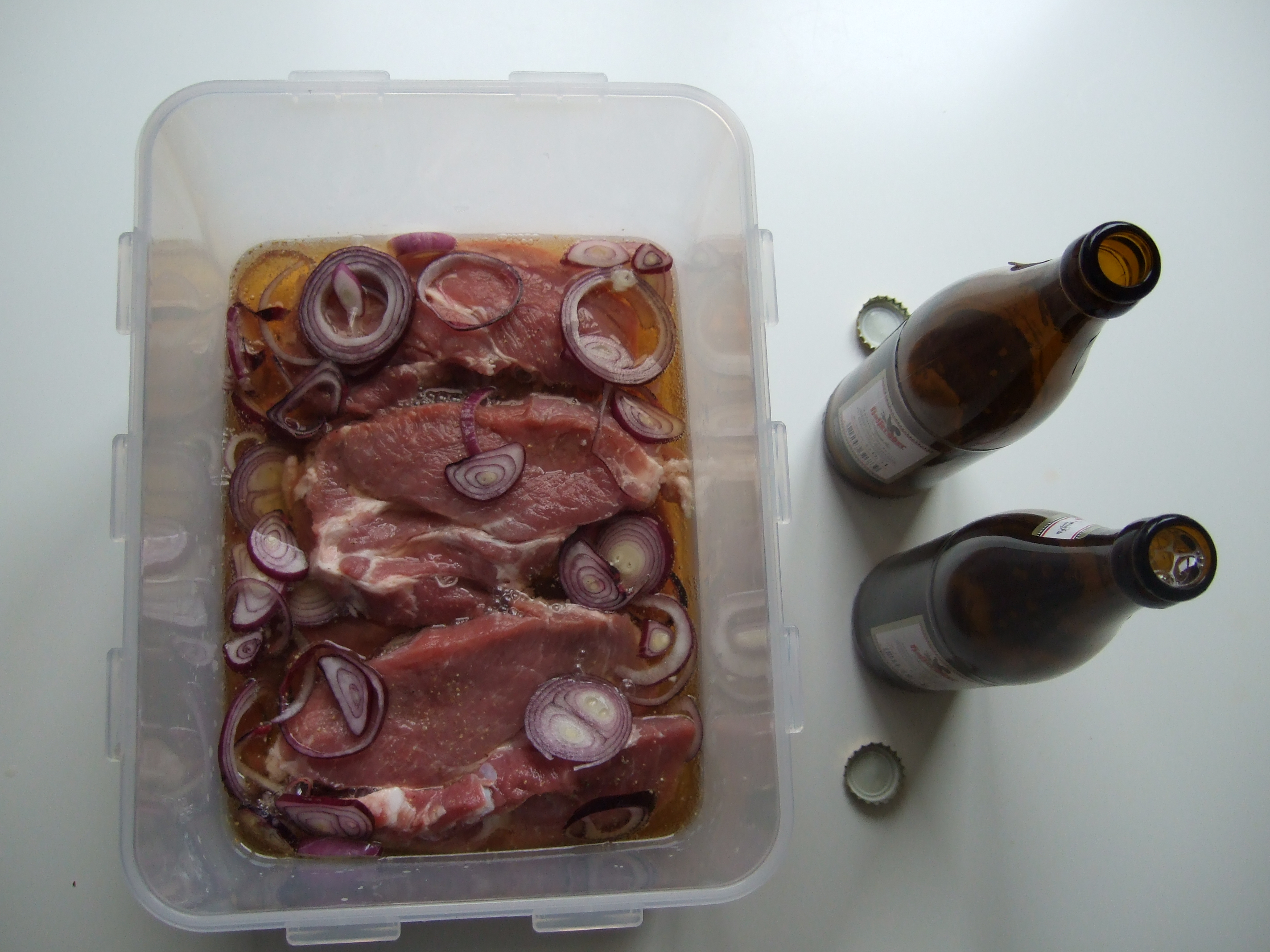
Rostbrätel in Marinade

Zum Braten wird der Holzkohlengrill nicht zu stark angeheizt, der Rost mit Speck eingerieben, um das Anhaften zu verhindern, und das Fleisch aufgelegt. Während das Fleisch bei mäßiger Hitze gart, wird es nach jedem Wenden mit der Marinade begossen oder mit leicht geschütteltem Bier direkt aus der Flasche besprüht. Das dient zur Geschmacksverbesserung, verhindert aber auch das Austrocknen des Fleisches auf der Oberseite. Außerdem wird durch auf die glühende Holzkohle abtropfendes Bier die Gartemperatur reguliert, und der aufsteigende Dampf trägt maßgeblich zur Garung und Geschmacksbildung bei. Rostbrätel werden üblicherweise mit Röstzwiebeln serviert, die zuvor Teil der Marinade waren, also ebenfalls eingelegt sind, und dann neben dem Fleisch auf dem Rost gegrillt worden sind, bis sie glasig und weich und ihr Geschmack süß geworden ist.